# Claudia Sheinbaum
Pour les articles homonymes, voir Sheinbaum et Pardo.
Sheinbaum  Pardo est un nom espagnol. Le premier nom de famille, en général paternel, est Sheinbaum ; le second, en général maternel, souvent omis, est Pardo.
Claudia Sheinbaum Pardo, née le 24 juin 1962 à Mexico, est une scientifique et femme d'État mexicaine, présidente du Mexique depuis le 1er octobre 2024.
Climatologue et spécialiste de l'efficacité énergétique, elle est l'une des autrices principales du cinquième rapport d'évaluation du GIEC. 
Membre du Parti de la révolution démocratique puis du Mouvement de régénération nationale (MORENA), elle est secrétaire de l’Environnement de Mexico de 2000 à 2006, maire de Tlalpan de 2015 à 2017, puis cheffe du gouvernement de la ville de Mexico de 2018 à 2023. Candidate du MORENA et de la coalition Continuons de faire l'histoire, formée en 2017, elle remporte l'élection présidentielle de 2024, ce qui en fait la première femme élue présidente dans l'histoire du Mexique.

## Situation personnelle

### Enfance et famille
Claudia Sheinbaum Pardo, née le 24 juin 1962 à Mexico, est la fille de Carlos Sheinbaum Yoselevitz, ingénieur chimiste, et de Annie Pardo Cemo, biologiste. Ses grands-parents paternels juifs ashkénazes sont arrivés au Mexique dans les années 1920, fuyant les persécutions antisémites en Lituanie, et ses grands-parents maternels juifs séfarades ont fui la Bulgarie dans les années 1940 pour les mêmes raisons. Ses parents sont athées et elle-même n'est d'aucune confession,.

### Études et formation
Elle fait des études de physique à l'université nationale autonome du Mexique (UNAM), puis obtient une maîtrise en génie énergétique avant de poursuivre par un doctorat en sciences de l'environnement au Laboratoire national Lawrence-Berkeley (Californie) avec une bourse de l'UNAM. En 1995, elle devient la première Mexicaine à obtenir un doctorat en ingénierie énergétique. Durant ses années d'étude, elle part plusieurs fois avec des amis installer des systèmes de cuisson plus performants dans des régions particulièrement pauvres, notamment dans le Michoacán.
Elle se décrit comme une « fille de 1968 », en référence au massacre de Tlatelolco mouvement étudiant réprimé dans le sang par l'armée, auquel ses parents ont participé. Elle commence à militer durant ses études à l'UNAM, lorsqu'elle participe à des mouvements de solidarité avec les luttes ouvrières et paysannes, ainsi qu'au mouvement de 1987 pour le maintien d'un enseignement universitaire gratuit. Elle milite aussi pour la campagne de Rosario Ibarra en 1982, alors première femme candidate à une élection présidentielle au Mexique et figure de la défense des droits de l'homme dans le pays.

### Vie privée
Claudia Sheinbaum rencontre en 1986 Carlos Imaz Gispert (es), un universitaire et membre fondateur du Parti de la révolution démocratique, qu'elle épouse en 1987. Ils ont ensemble une fille née l'année suivante, et Sheinbaum a élevé le fils né d'un premier mariage de son époux. Ils se séparent en 2016. Elle se remarie en 2023 avec Jesús María Tarriba, un amour de jeunesse retrouvé en 2016.

## Parcours scientifique

### Enseignante et chercheuse
Après ses études, Claudia Sheinbaum commence une carrière d'enseignante et d'universitaire à l’Institut d’ingénierie en énergie de l'université de Mexico (UNAM). Elle travaille également avec des organisations publiques mexicaines telles que la Commission nationale pour l'économie d'énergie et la Commission fédérale de l'électricité et, au niveau international, avec le Programme des Nations unies pour le développement (PNUD).
En tant que chercheuse elle a développé des méthodologies pour mesurer la pollution et créer des systèmes d'alerte pour les émissions de gaz à effet de serre.
Elle fait partie des « auteurs principaux » du troisième volet du cinquième rapport d'évaluation du GIEC paru en 2014.
De 2015 à 2017, elle est membre du Comité des politiques de développement de l'Organisation des Nations unies (ONU).

## Parcours politique

### Débuts et premières responsabilités
Membre du Parti de la révolution démocratique à partir de 1989, elle entre le 20 novembre 2000 dans le cabinet du chef du gouvernement de la ville de Mexico, Andrés Manuel López Obrador (dit AMLO), et devient secrétaire à l'Environnement, succédant à Alejandro Encinas Rodríguez. La qualité de l’air de la capitale s’améliore en trois ans, les usines polluantes sont sanctionnées, d’autres déplacées, et des contrôles techniques des voitures sont créés. C'est sous son mandat qu'est construit le deuxième niveau du périphérique et qu'ouvre la première ligne du Metrobús. 
Elle se retire en 2006 pour participer à la campagne présidentielle d'AMLO. Alors que ce dernier était donné gagnant dans les sondages, il est finalement battu d'une très faible marge par Felipe Calderón, du Parti action nationale (PAN, droite). La gauche dénonce une fraude électorale, et de multiples irrégularités seront effectivement démontrées. Claudia Sheinbaum est chargée de documenter les fraudes avec une équipe de mathématiciens de l'UNAM et de les présenter à la presse. Elle intègre ensuite un « gouvernement légitime », une sorte de cabinet fantôme, en tant que ministre de la défense du patrimoine. Elle s'engage en particulier dans la lutte pour que les secteurs du pétrole et de l’électricité restent des entreprises publiques, alors que le gouvernement entreprend de les privatiser. Elle est coordinatrice des « Adelitas », un mouvement féministe qui a bloqué le Sénat durant vingt jours en 2008 pour l'empêcher d'adopter un projet de privatisation de Pemex, la compagnie pétrolière nationale.
Elle participe à la seconde campagne présidentielle d’AMLO en 2012, qui se conclut là encore par une défaite. Les irrégularités sont nombreuses, mais l'important écart qui le sépare d’Enrique Peña Nieto, du Parti révolutionnaire institutionnel (PRI, centre droit) dissuade la gauche de protester. En 2014, elle quitte le PRD et rejoint le nouveau parti fondé par Obrador, le Mouvement de régénération nationale.
Du 1er octobre 2015 au 6 décembre 2017, elle est cheffe de la délégation (es) de Tlalpan, une des seize divisions territoriales de Mexico.

### Cheffe du gouvernement de la ville de Mexico

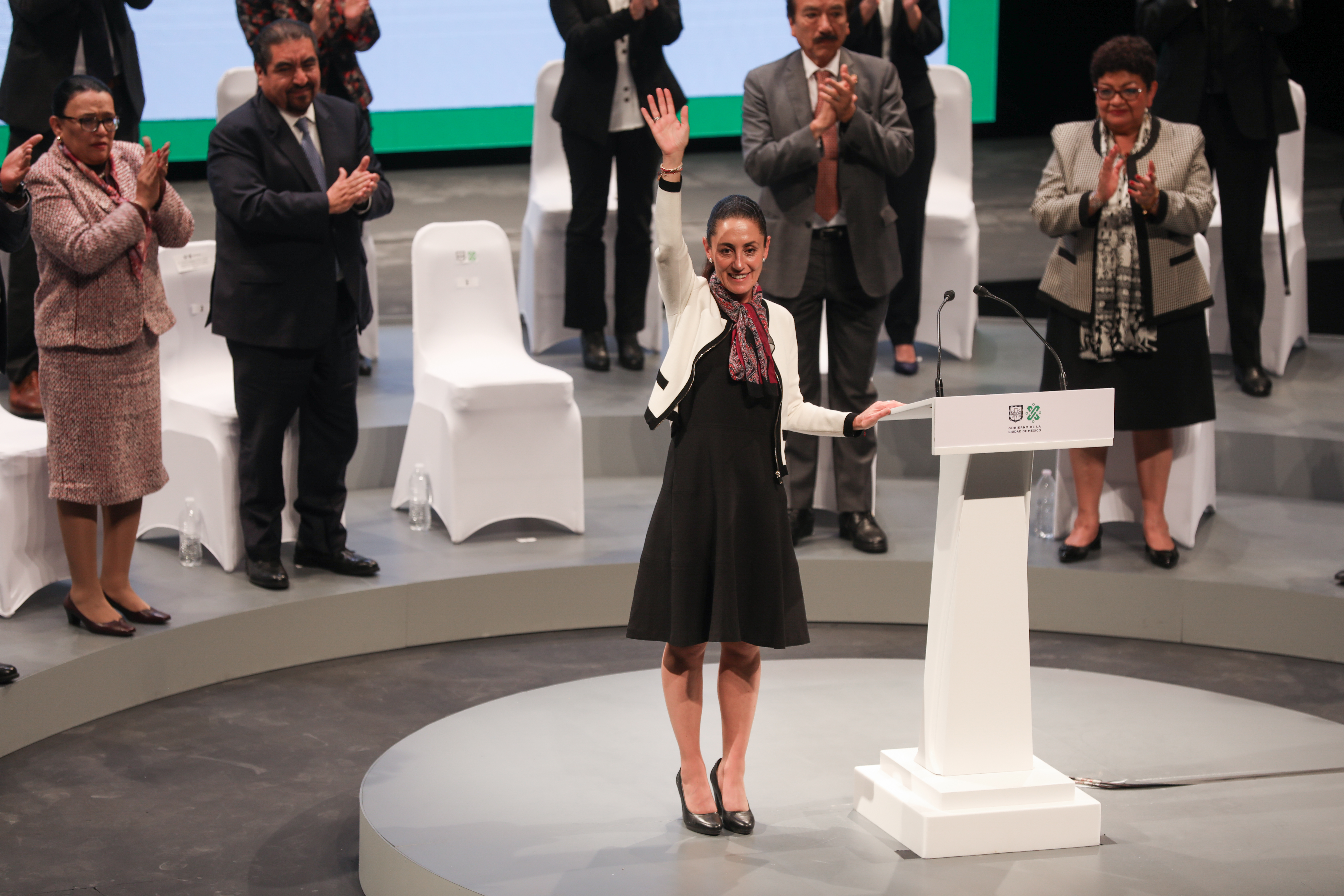
Claudia Sheinbaum, lors de l'investiture de son gouvernement, en 2018.

Le 1er juillet 2018, Claudia Sheinbaum est élue cheffe du gouvernement de la ville de Mexico, succédant à José Ramón Amieva et devenant la première femme élue à ce poste mais la seconde à l'occuper, et entre en fonction le 5 décembre suivant. La même année, elle apparaît sur la liste des 100 Women établie par la BBC.
Sa gestion est caractérisée par les questions écologiques et une forte politique sociale, créant des infrastructures (transports pour désenclaver la banlieue, universités, etc.) et distribuant des aides sociales dans les quartiers les plus démunis. Elle améliore le traitement des déchets, les énergies propres et la reforestation, mais échoue à résoudre le problème de l'approvisionnement en eau, qui reste le principal problème de la mégapole.
Sur un plan plus symbolique, sa première mesure a été de dissoudre le régiment militaire responsable du massacre de Tlatelolco en 1968, une revendication de longue date du mouvement étudiant. Elle revendique par ailleurs une politique féministe comme la mise en place de parquets spécialisés dans les féminicides et de structures d’aides aux femmes qui incluent des garderies, des cantines et des laveries. En novembre 2019, elle lance une « alerte sur la violence contre les femmes » à Mexico. La maire crée également un secrétariat aux Droits des femmes et met en place un système de lutte contre les violences conjugales incluant une allocation pour les femmes battues et une loi permettant à la justice d'ordonner l'expulsion de l'agresseur du domicile conjugal.
En matière de sécurité, le taux d'homicides est réduit de près de moitié au cours de son mandat de maire. Son mandat a néanmoins été terni par l'accident de métro du 3 mai 2021, qui lui a valu des accusations de mauvaise gestion et de nombreux appels à la démission dans les médias, ainsi que par la pandémie de Covid-19.
Le 12 juin 2023, elle annonce sa démission, effective le 16 juin, afin de se consacrer à la primaire qui doit désigner le candidat de son parti, Morena, pour l'élection présidentielle de 2024. Elle démissionne avec une popularité record de 68 %.

### Élection présidentielle de 2024

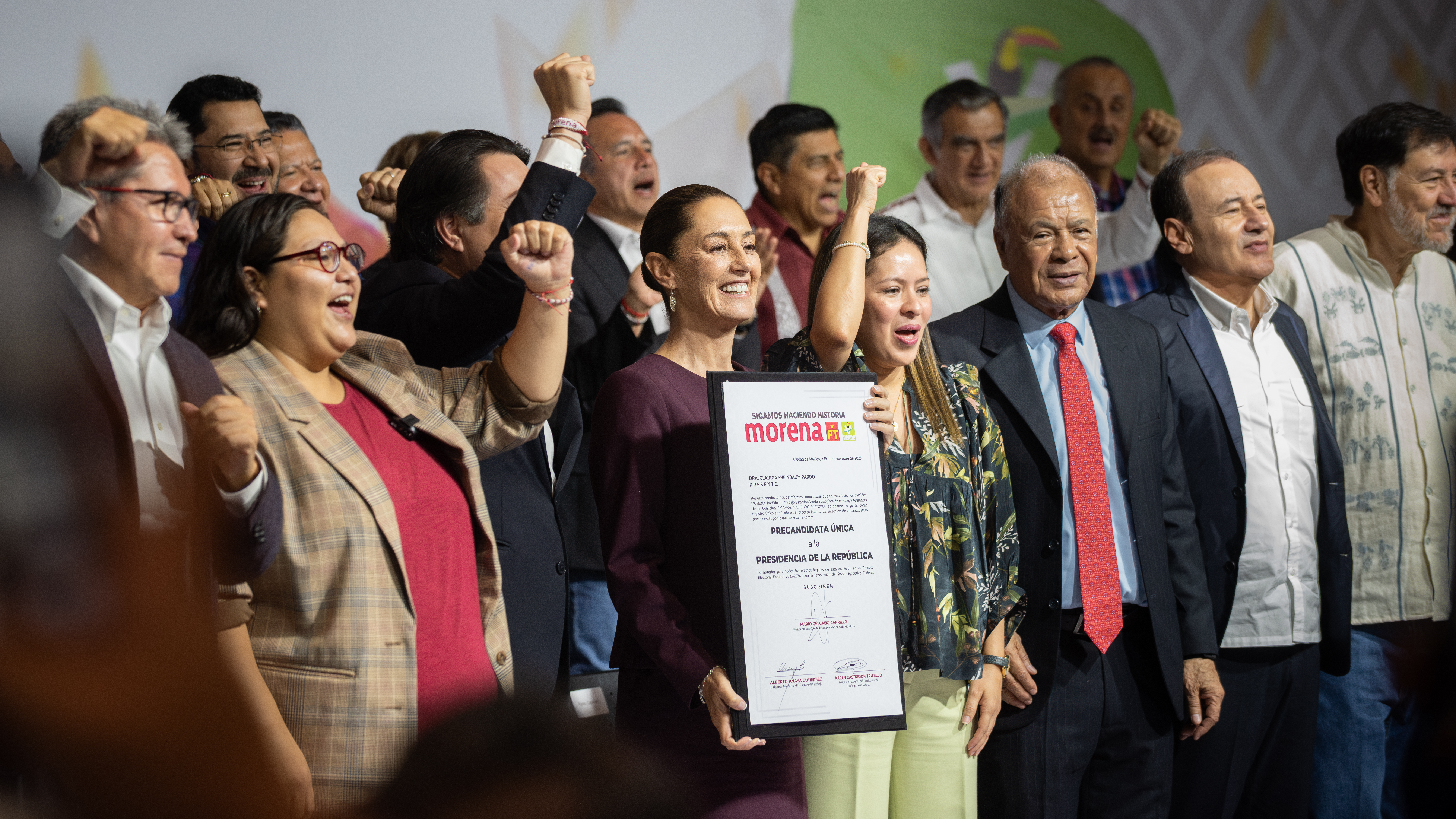
Sheinbaum montrant le certificat la confirmant comme candidate présidentielle le 19 novembre 2023.

Le 6 septembre 2023, Claudia Sheinbaum est nommée candidate à l'élection présidentielle de 2024 de la coalition Continuons de faire l'histoire, formée en 2017 et qui regroupe le Mouvement de régénération nationale (MORENA), le Parti du travail (PT) et le Parti vert écologiste du Mexique (PVEM), après en avoir remporté la primaire, qui l'opposait à cinq autres candidats. D'après le politologue Jorge Zepeda Patterson, « elle représente une gauche plus moderne et progressiste que celle d'Andrés Manuel López Obrador. Mais, dans un Mexique conservateur, catholique et machiste, ce n’est pas toujours perçu comme un atout. » Elle affronte notamment Xóchitl Gálvez, candidate de la coalition des partis d’opposition de droite (Parti révolutionnaire institutionnel, Parti action nationale et Parti de la révolution démocratique). En avril 2024, le coût de sa campagne électorale a dépassé les 100 millions de pesos (environ 5 millions d'euros).
Dès le début de la campagne présidentielle mexicaine, Claudia Sheinbaum a été fréquemment décrite dans les médias locaux et internationaux comme un danger pour la démocratie, une populiste inefficace et une marionnette du président sortant Andrés Manuel López Obrador. Elle est visée par une campagne massive de dénigrement sur les réseaux sociaux alimentée par des millions de bots. Le coût de cette campagne, à l'origine inconnue, est estimé à plusieurs millions d'euros. Elle est aussi critiquée pour ses origines étrangères, l'ancien président Vicente Fox la qualifiant d’« étrangère juive ». Néanmoins sa campagne est dans l'ensemble perçue comme efficace.

#### Promesses de campagne

##### Économie et social

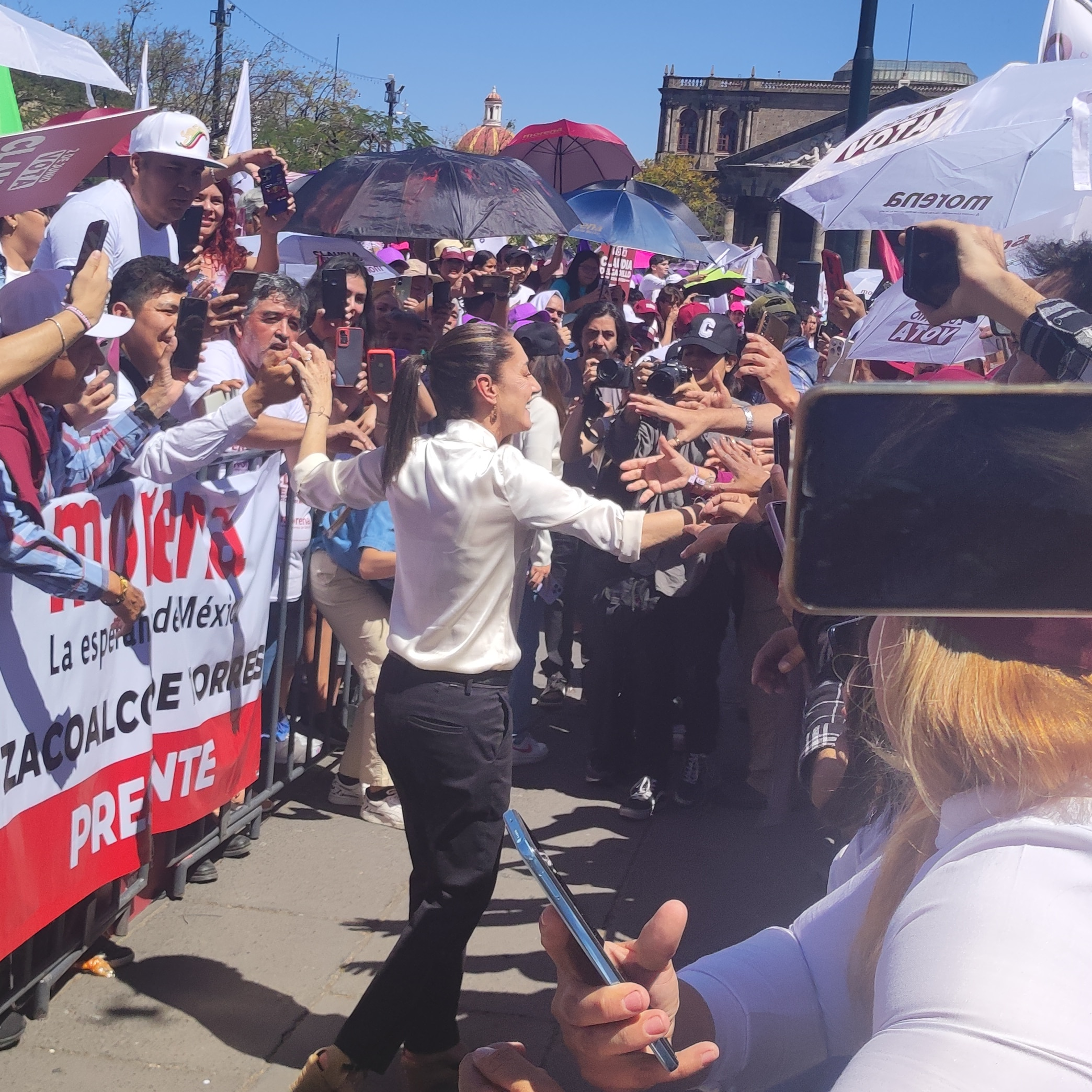
Claudia Sheinbaum en campagne à Guadalajara, 2024.

Claudia Sheinbaum se réclame de la politique économique de son prédécesseur, et promet de la poursuivre et de l'approfondir. Tout comme Andrés Manuel López Obrador (AMLO), qui avait doublé le salaire minimum, établi de nouvelles aides sociales pour les jeunes et les personnes âgées, elle fait campagne derrière le slogan « Pour le bien de tous, les pauvres d’abord » et promet de combattre la pauvreté en augmentant le montant et le nombre de bénéficiaires du salaire minimum et des aides. Elle promet d'autre part de construire un million de logement, de renforcer le secteur public de l'énergie, de la santé et de l'éducation, et de soutenir les sciences pour les associer aux secteurs stratégiques de l’économie. Des économistes libéraux ont alerté sur la hausse des déficits et les risques pour la confiance des investisseurs en le Mexique que ce programme pourrait entrainer.
Elle s'engage à poursuivre la politique de grands projets de son prédécesseur et à achever les trois chantiers majeurs d'infrastructures publiques qu'il a lancés : la raffinerie de pétrole de Dos Bocas, qui doit redynamiser la production publique de pétrole et assurer l'autosuffisance énergétique du Mexique, le Train Maya, réseau ferroviaire devant stimuler l'économie touristique du sud du pays, et le corridor interocéanique de l'isthme de Tehuantepec, qui doit offrir une alternative de fret ferroviaire au canal de Panama et développer l'industrie sur sa route.
Alors que le peso mexicain chute de 3 % dès son élection, elle réassure les marchés financiers en signalant son ouverture à travailler avec le secteur privé, son respect de la liberté d'entreprendre, et sa volonté de faciliter les investissements privés nationaux comme étrangers.

##### Écologie
Elle consacre alors une large part de son programme à l’environnement et l'écologie. Elle promet de mener une politique de développement des énergies renouvelables et des transports publics, de gestion de l'eau et de restauration des ressources aquatiques et forestières, et d'interdire la fracturation hydraulique, les OGM, et les concessions minières à ciel ouvert. Elle promet cependant de continuer le soutien à Pemex, la compagnie pétrolière publique du Mexique, de maintenir sa production de pétrole actuel et d'achever la construction de sa nouvelle raffinerie. Elle souhaite enfin étendre ses prérogatives pour y inclure la production de lithium,.

##### Sécurité
Elle a promis de reproduire au niveau national les réformes mises en œuvre à la mairie de Mexico. Elle se félicite d'avoir réduit le nombre d'homicide de 30 % grâce à une stratégie intégrale de traitement des causes de violence, de coordination entre le renseignement, les enquêtes et la police, et de déploiement des caméras de sécurité et policiers dans les quartiers sensibles. Elle promeut une politique de réduction des facteurs sociaux de la violence, la baisse des taux d'impunité, le renforcement de la coopération entre la Garde nationale, les forces de polices et les procureurs, l'augmentation des prérogatives de la Garde nationale et l'amélioration des services de renseignements et d'enquête,.

##### Féminisme
Claudia Sheinbaum se distingue également d'AMLO en mettant en avant le féminisme dans son programme, question occultée durant le précédent mandat. Sur ce sujet, elle préfère encore une fois mettre l’accent sur ses propres résultats à Mexico. Elle promet également de répliquer son succès dans la lutte contre les violences faites aux femmes au niveau national, de légaliser l'avortement et d'étendre la pension versées aux personnes âgées aux femmes de plus de 60 ans,,.

##### Démocratie et lutte contre la corruption
Claudia Sheinbaum ne s'est pas prononcée sur les réformes constitutionnelles des institutions législatives et judiciaires que son prédécesseur a tenté sans succès de faire adopter en février 2024. Ces réformes controversées visaient à la suppression de la part de scrutin proportionnel aux élections législatives, à faire élire les juges de la Cour suprême par suffrage universel, et à réduire le budget de l’Institut national électoral (INE), et sont critiquées comme des attaques antidémocratiques contre les contre-pouvoirs,. Elle a inclus dans son programme une réforme du système judiciaire visant à renforcer les parquets et les bureaux de la défense publique et de réguler la profession d’avocat.
Elle s’engage à poursuivre de la même manière la lutte contre la corruption. Dans cet objectif, elle propose notamment de reformer l'autorité administrative chargée de la migration, souvent accusée de corruption, et de créer une cour disciplinaire pour sanctionner les juges corrompus.

### Victoire et transition

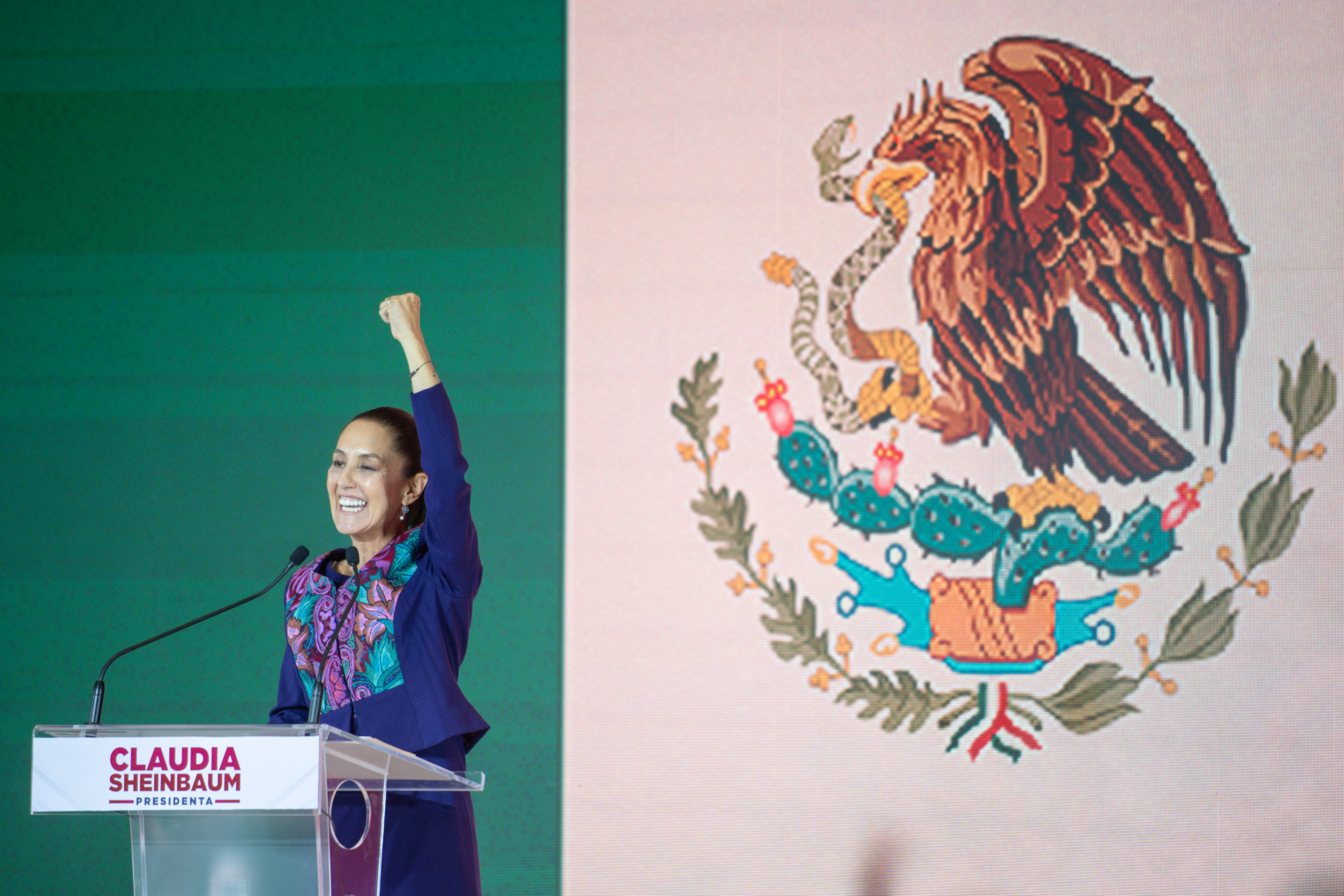
Claudia Sheinbaum prononçant son discours après sa victoire, le 3 juin 2024.

Le 2 juin 2024, Claudia Sheinbaum est largement élue présidente du Mexique. Selon les résultats préliminaires annoncés par l'Institut national électoral (INE), elle remporte 59,76 % des suffrages exprimés et plus de 35 millions de voix, faisant le meilleur score pour l’exécutif depuis 1988. Au Congrès, les élections donnent à la candidate une très large majorité. Sa coalition politique, Continuons de faire l'histoire, obtiendrait en effet selon les résultats préliminaires la majorité des deux tiers à la Chambre des députés, avec entre 345 et 380 des 500 sièges. Au Sénat, Morena et ses alliés obtiendraient 76 à 88 des 128 sièges de sénateurs. Au niveau territorial, enfin, Morena gouverne désormais 24 des 32 États du Mexique.

### Présidente du Mexique

#### Investiture

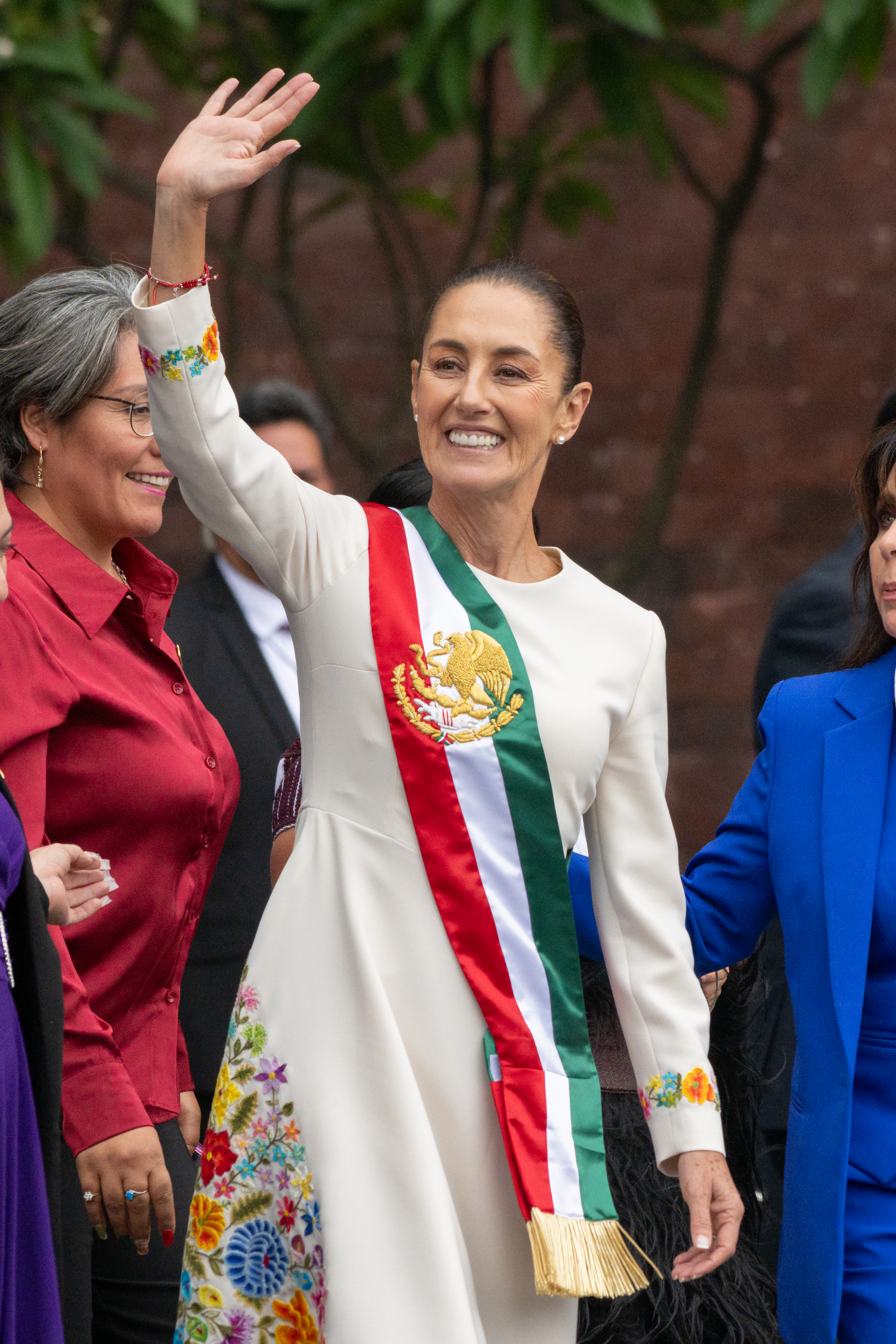
Claudia Sheinbaum durant son investiture comme présidente, le 1 octobre 2024.

Claudia Sheinbaum est investie présidente des États-Unis mexicains le 1er octobre 2024, succédant à Andrés Manuel López Obrador et devenant la première femme à occuper cette fonction,. Après avoir prêté serment, elle prononce son discours d'investiture devant le Congrès de l'Union, dans lequel elle déclare : « je n'arrive pas seule, nous arrivons toutes ». Elle reçoit le même jour les hommages et les insignes du pouvoir de la part de représentants des peuples indigènes du Mexique, lors d'une cérémonie traditionnelle.

#### Politique intérieure
Le gouvernement de Claudia Sheinbaum est composé pour moitié d'anciens membres du cabinet sortant et pour l'autre moitié de personnes aux profils techniques, notamment des scientifiques. Elle a ainsi créé un nouveau ministère de la Science et des Innovations, ainsi qu'une agence pour la transformation numérique. Elle tente par ailleurs de rassurer le patronat mexicain et les marchés financiers internationaux.
Elle présente quelques jours après sa prise de fonction une série de mesures pour renforcer les droits des femmes portant sur l'égalité salariale, le soutien financier aux femmes de plus de 60 ans et la parité dans l’administration publique.
Elle lance fin 2024 un plan de développement du secteur énergétique impliquant un investissement de 23,4 milliards de dollars dans des projets d’infrastructures jusqu’en 2030. Elle met également un terme à la réforme énergétique adoptée en 2013 sous la présidence d’Enrique Peña Nieto qui ouvrait le secteur de l’énergie au capital privé. La compagnie pétrolière nationale, Pemex, et la Commission fédérale d’électricité (CFE) redeviennent ainsi officiellement des entreprises publiques. Enfin, un projet de développement du secteur ferroviaire est décidé, avec la construction programmée de 3 000 kilomètres de voies ferrées.
L'édition mexicaine du quotidien El País attribue à Claudia Sheinbaum un taux d’approbation de 82 % au printemps 2025,.

#### Politique extérieure

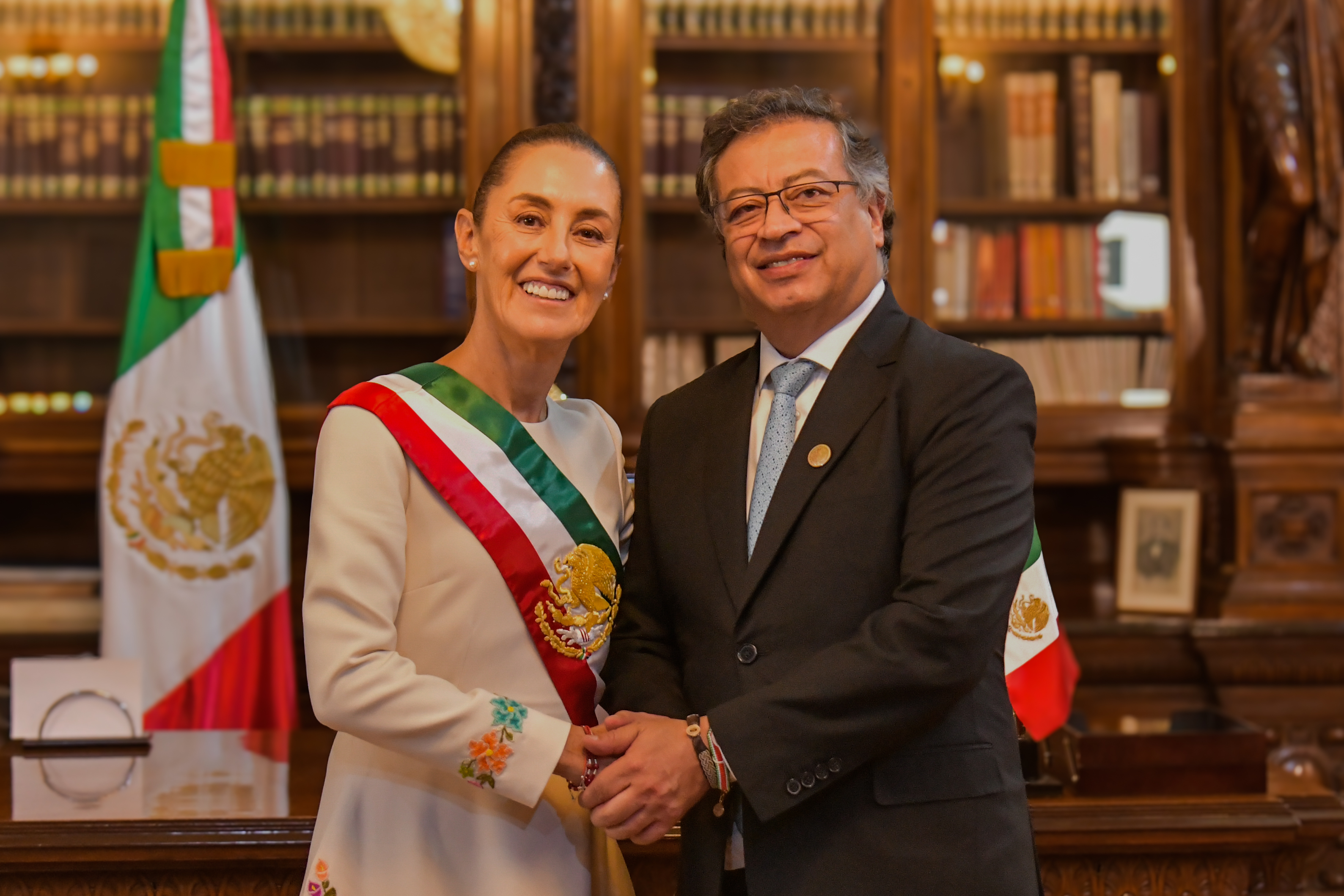
Claudia Sheinbaum et le président colombien Gustavo Petro en 2024

##### Polémique avec Donald Trump sur le nom du golfe du Mexique
Le 8 janvier 2025, en réaction aux annonces du président élu des États-Unis Donald Trump concernant le changement de nom du golfe du Mexique en golfe d'Amérique, Claudia Sheinbaum suggère en plaisantant que l'Amérique du Nord, y compris les États-Unis, soit renommée « Amérique mexicaine », un nom historique utilisé sur une ancienne carte réalisée en 1607 pour la Compagnie néerlandaise des Indes orientales : « Sur la carte de 1607 que je présente, l'Amérique du Nord s'appelle l'Amérique mexicaine, ce qui correspond au titre de la Constitution d'Apatzingán »,,,,,.
Le 31 janvier, elle indique être « en train de rédiger une lettre à Google » pour empêcher tout changement de nom. Le texte rappelle que « pour changer le nom d'une mer internationale, ce n'est pas à un pays de décider » mais plutôt à une organisation internationale. Le 13 février, Claudia Sheinbaum menace de poursuivre Google : « Nous avons effectivement un différend en ce moment avec Google […] Et si nécessaire, nous engagerons une action civile » : elle explique que la demande du président américain se réfère uniquement à la partie du plateau continental sous souveraineté des États-Unis et non à l'ensemble du golfe, et elle demande à Google de relire le décret pour constater cela,. La présidente mexicaine souligne que, bien que Google soit une entreprise privée, elle est devenue une référence internationale pour la cartographie qu’elle réalise pour toute la planète. 

#### Guerre commerciale avec les États-Unis
Claudia Sheinbaum doit également affronter Donald Trump sur la question des tarifs douaniers que le nouveau président des États-Unis souhaitait relever de 25 % pour le Mexique. Durant cette guerre commerciale, la présidente mexicaine obtient un sursis dans l’application de ces nouveaux tarifs en échange du déploiement de 10 000 soldats mexicains supplémentaires à la frontière entre les deux pays pour lutter contre l'immigration et le trafic de drogue.